# IC 909
IC 909 — галактика типу SBa (компактна витягнута галактика) у сузір'ї Волопас.
Цей об'єкт міститься в оригінальній редакції індексного каталогу.